# 黒Girl
黒Girlは、台湾のアイドルグループ（中国語の台湾正体字表記では、黑Girlと書き、hēi Girl 「へい がーる」と発音する）。

## プロフィール

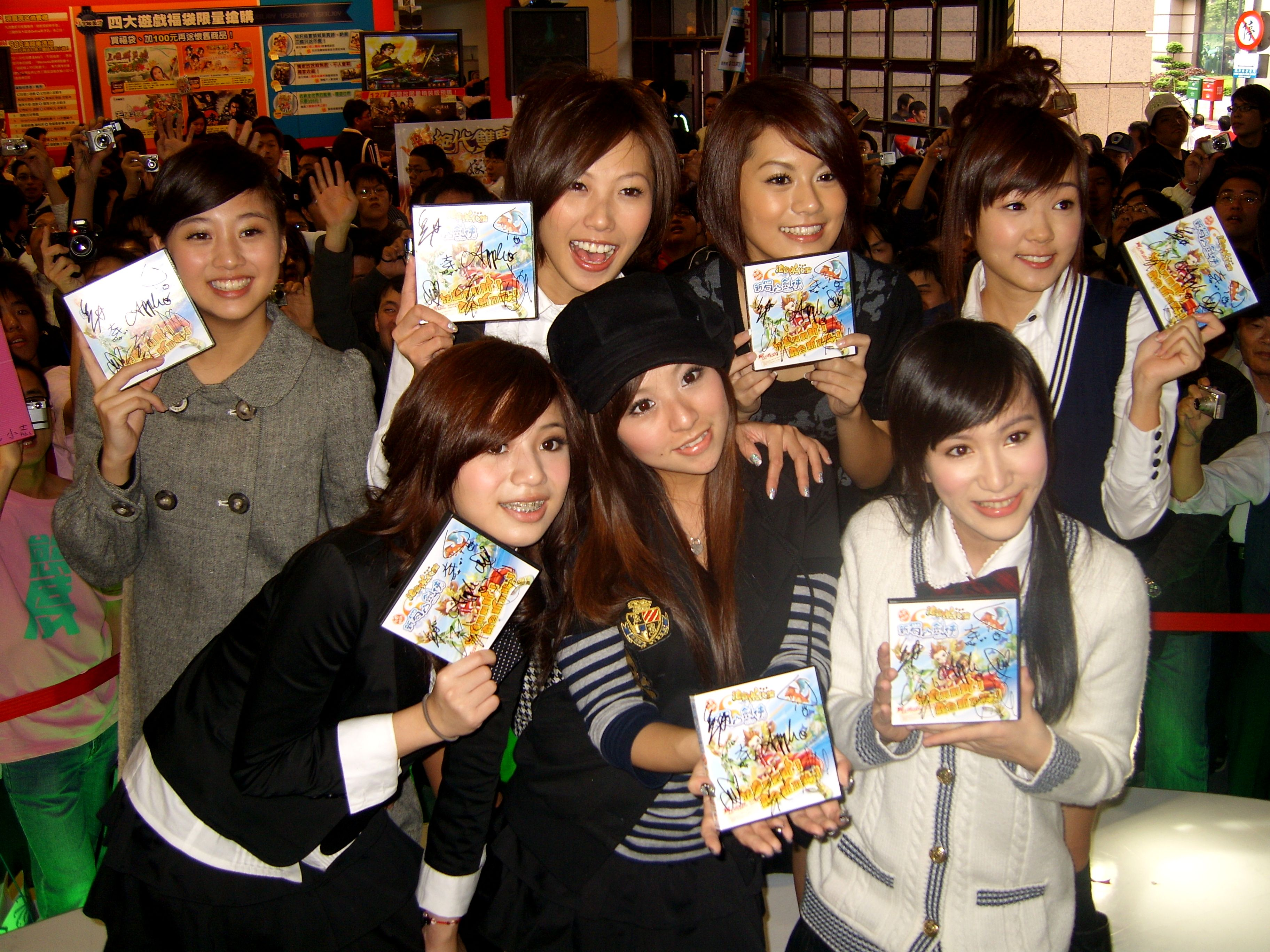
黒Girl（左上から鬼鬼、大牙、小蠻、丫頭。左下から小婕、MeiMei、Apple。）

台湾Channel Vのバラエティ番組「我愛黒渋会」の出演女性の中から選抜された、20歳前後の女性8名からなるユニット。
「我愛黒渋会」以外にも各バラエティ番組やドラマに出演しているほか、CD, DVDをリリースするなど精力的に活動している。
- 番組「我愛黒渋会」に出演している女性を総じて「黒渋会美眉」と呼ぶこともある。そのため、番組中では本項目で記述するグループの事を区別して「八妞妞」（彤彤在籍時は「九妞妞」）と呼ぶことが多い。
- 「黒渋会」の発音が「黒社会」(マフィア)と同じであることや、広義の黒渋会美眉のメンバーのスキャンダル等、大陸進出の影響を考慮して、2008年8月に「黒Girl」と改称された。
- セカンドシングルにおいて、粉紅高圧電 fěnhóng gāoyādiàn(フェンホンガオヤーディエン) と甜心轟炸機 tíanxīn hōngzhàjī(ティエンシンホンジャージー) の二つのユニットに分かれて活動し、売り上げ枚数を競った（それぞれ「ピンクの高圧電流」「恋人爆撃機」という意味）。その場合、粉紅高圧電は大牙、Apple、小蠻、丫頭、鬼鬼の5人、甜心轟炸機はMeiMei、彤彤、小婕、小薰の4人となる。

## メンバー

### 粉紅高圧電
- 丫頭 yātou: 詹雅文（現在の名前は詹子晴）, 1988/04/11生。中興高中出身。丫頭（あとう）という言葉自体は女の子という意味。「愛くるしい美眉」がキャッチフレーズ。素朴な風貌ながら甘ったるい幼声が特徴。その反面勝ち気な性格で、スポーツが得意。母が韓国人だが、本人はあまりそれを積極的に出さない。黒渋会美眉以前に、数多くのドラマでの活動経歴がある。我愛黒渋会には2005年10月25日放送分より出演。

### 甜心轟炸機
- 小薰 xiǎoxūn: 黄瀞怡, 1989/02/27生。桃園新生医校（日本の高専に相当する看護学校）中退。実家は石門水庫ダム湖の島にある。「お嬢様美眉」がキャッチフレーズ。ピアノが得意など、上品さを売りにする。9名の美眉のなかではトップクラスの歌唱力がある。原住民・タイヤル族の血を引き、好きな動物はイノシシ。また、誘惑上手、男性タレント殺しと言われ、ゴシップも数多い。見た目、身のこなしや話しぶりが落ち着いているため、22歳, 28歳などと実際よりも大幅に年上に見られることが多い（「我愛黒渋会」にゲスト出演した松浦亜弥は「おかあちゃん」と評した）。2007年4月には、台湾中視日曜夜10時枠（日本では、たとえて言えば、フジテレビ月九のような位置づけの枠）で放送されたドラマ「18禁不禁」で主役を演じた。

### 元メンバー
- 庭庭 tíngtíng: 張子庭, 1985/09/23生。
- 糖果 tángguǒ: 鄭羽婷（現在の名前は陳斯亜）, 1993/01/03生。

## 旧メンバー

### 粉紅高圧電
- 大牙 dàyá: 周怡君（現在の名前は周宜霈）, 1984/10/21生。華岡芸術学校出身で、楊丞琳の一年下の世代。黒渋会助教師を名乗るリーダー格。キャッチフレーズは「セクシー美眉」。ただ一人タレントとして正式にデビューしており、Channel Vでは数多くの番組司会を行う。舞台上でも必ず中央で踊る。我愛黒渋会には2005年8月1日放送分（第１回）より出演。

- Apple: 黄暐婷, 1984/03/28生。桃園中壢の客家人。華岡芸術学校出身。古典的な正統派の美人顔で「中国古典系美眉」がキャッチフレーズ。中国文化大学国劇系に在学し中国伝統芸能を専門に学んでおり、その意味でも「中国古典系」である。なお、妹（瑤瑤、黄鈺筑、現在の名前は黄喬歆）も「我愛黒渋会」に出演している。

- 小蠻 xiǎomán: 王淑萱（現在の名前は王承嫣）, 1989/11/07生。喬治高職出身。キャッチフレーズは「洗練された美眉」。スマートさ、モデルっぽさが売りで、9名の美眉中でもっとも身長が高い。

### 甜心轟炸機
- MeiMei: 郭婕祈, 1985/08/16生。喬治高職出身。黒渋会学級委員長を名乗る副リーダー格。「日本風美眉」がキャッチフレーズ。簡単な日本語を話すなど日本人らしさを売りにしており、実際に母方の祖母が日本人で本人は台湾と日本のクオーターである。年齢の離れた姉が一人おり、高校卒業以降日本にて就学、就業し、現在日本人男性と既婚。また、中学時期以降、日本のファッション雑誌を買っては日本語の記事を読み、その当時渋谷109を中心として広がった「顔黒コギャル系ファッション（一零九辣妹）」に追随した。高校在学時にチアリーダーの経験があり、ダンスが得意(可愛らしくセクシーな身のこなしが特徴)。高校卒業後はプリクラショップのアルバイトをしていた。若干太っている点をよく引き合いに出されるが、本人も自虐ネタとして使っている節がある。黒Girlに改称するにあたり本格的にダイエットに取り組み、6kg減量することに成功した。

- 小婕 xiǎojié: 張筱婕（現在の名前は張甯児）, 1991/07/25生。荘敬高職在学。9人中もっとも若い。「お笑い系美眉」がキャッチフレーズ。おふざけ系はお手の物だが、実は学業優秀な頭脳派。幼少時大病をわずらい、記憶を喪失する。心臓に病を持ち、2007年3月に手術をした。。

### 元メンバー
- 彤彤 tóngtóng: 蔡玓彤, 1986/12/10生。中興高中出身。在籍時のキャッチフレーズは「ダイナミック美眉」、甜心轟炸機に所属していた。バレエをはじめとして、ダンスは全般的に得意（プロダンサーのようなメリハリのきいた踊り方をする）で、MeiMeiと共にステージで最前列を占めていた。2007年10月に離脱。

- 鬼鬼 guǐgui: 呉映潔, 1989/08/11生。荘敬高職在学。「おふざけ美眉」というキャッチフレーズ。小婕と並び、お笑いやおふざけ系が売り。社交ダンス大会で第三位に食い込むなど、芸達者な一面がある。ディズニーキャラの「スティッチ」がお気に入りでバックの中にはいつもグッズを入れているほか、下宿の自室はスティッチのぬいぐるみで埋まっている様子。一度、番組中で二胡で「キラキラ星」を弾いたがあまりにひどく「お母さん、もう二胡なんて練習させないで」というなど、きわめて個性的な面があり、九人の中でも人気が高い。我愛黒渋会には2005年11月21日放送分より出演。2009年5月に離脱。

## 音楽作品
- 我愛黑澀會 EP
- 美眉私密的一天 EP

「粉紅高圧電」仕様（"Shake It Baby" "我要愛的好" "123木頭人[だるまさんがころんだ]"）
- 美眉私密的一天 EP

「甜心轟炸機」仕様（"Shake It Baby" "Shining Kiss" "晴天娃娃[てるてる坊主]"）
- 美眉私密Party（"幸福的泡泡"）EP
- 黑糖瑪奇朵電視原聲帶 EP（ドラマサントラ）（"黑糖秀" "Hello愛情風" "苦茶"）
- 黑Girl首張同名專輯（暗いGirl第一枚の同名の特別号）

## レギュラー番組
- 我愛黒渋会（Channel V）
- 美眉普普風（Channel V）
- 黑糖瑪奇朵（民視/衛視中文台）
- 娯樂新聞 美眉ㄅㄠˋㄅㄠˋ（TVBS-G）（2006/11/12～2007/04）

## 広告キャラクター
- 新蜀山劍俠Online
- EDWIN
- 爭鮮回転寿司
- 台湾森永製菓 HI-CHEW（丫頭 鬼鬼 MeiMei 小薰）
- le tea cherry
- 芬達果凍汽水
- 康師傅 「鮮の毎日C」

## その他のトリビア
- 【金三角】Mei Mei, 筱婕, 丫頭という仲のよい三人組のこと。

- "我愛黑澀會"MVでの舞台上の配置

　Apple　丫頭　小薰　鬼鬼　　　　　（舞台最奥）
```
小婕　　　　大牙　　　　小蠻
```

　　　MeiMei　　　彤彤　　　　　　（舞台手前）
- "Shake It Baby"MVでの舞台上の配置

　丫頭　小薰　小蠻　Apple　　　　　（舞台最奥）
```
鬼鬼　　　　大牙　　　　小婕
```

　　　MeiMei　　　彤彤　　　　　　（舞台手前）
- "Shake It Baby"での舞台上の配置

　鬼鬼　Apple　小蠻 　丫頭　　　　　（舞台最奥）
```
小薰　　　　大牙　　　　小婕
```

　　　MeiMei　　　彤彤　　　　　　（舞台手前）